# 佐々木つとむ
佐々木 つとむ（ささき - 、本名：佐々木 宏幸（ささき ひろゆき）、1947年7月23日 - 1987年9月4日）は、昭和後期に活躍したものまねタレント。はたけんじ、団しん也、堺すすむと共に"元祖ものまね四天王"と呼ばれて活躍していたが、愛人に刺殺された。ものまねタレントの神奈月の師匠。

## 来歴・人物
兵庫県神戸市の生まれ。高校時代から素人で演芸番組に出演、高校中退後の17歳で浅草松竹演芸場の司会に抜擢される。
鶴田浩二、小池朝雄、森進一、田中角栄などの物真似で人気を博した。昭和50年代のものまね芸人ではトップクラスの存在で、ものまね芸では田中角栄、大平正芳、三木武夫、春日一幸の4人の声を使い分けた"ロッキード麻雀"のネタや、ネタ落ちで出す渥美清のマネ「それを言っちゃ～オシマイよ」のフレーズが有名だった。その実績から、1974年と1977年に放送演芸大賞部門賞を受賞した。歌やものまね芸を収録したレコードも複数発表している。
私生活では大変なギャンブル依存としても知られていた。ギャラはその日のうちに全てを賭け事に費やしてしまうこともしばしばで、多額の借金を抱えていたという。晩年の佐々木に師事していた神奈月も、借金取立人に神奈月自身の持ち合わせを取られてしまうなど、佐々木の借金にまつわる苦労について話している。

### 愛人による刺殺
1987年9月4日夜、佐々木は当時同棲していた東京都板橋区高島平にある39歳の女性宅アパートで刺殺された状態で所属事務所の社長により発見された。40歳没。9月5日の高松公演を前に連絡が取れなくなって事務所のスタッフらが捜索しており、発見時には死後1週間が経過していた。警察は同居していた女性を被疑者として捜査。事件発生前被疑者が改名手続きの最中だったため当初は被疑者が2人いると思われていた。
佐々木には妻子がいたが、ギャンブルにのめり込んで巨額の借金を作り家庭内でのいざこざが絶えなかった。その末に佐々木は1987年4月ごろに家を出て、新宿のポーカーゲーム屋で知り合った女性と同棲していた。女性は佐々木に約700万円を貢ぎ借金の一部を肩代わりしていたが、佐々木が「それでも足りない」とさらに金銭を要求し、また女性の貯金を勝手に引き出したり貴金属類を勝手に換金するなどしたため、2人の仲は次第に険悪になっていった。また佐々木はこの件で事務所の社長にも相談していたという。
下記の最後の舞台に出た8月30日夜から8月31日未明とみられる事件当日、女性が飼っていた犬を佐々木が殴って骨折させたことがきっかけとなり、女性は佐々木の全身を包丁でメッタ刺しにして殺害、2016年2月5日放送の『爆報! THE フライデー』の企画『爆報ミステリー　名前が出せない芸能界事件簿第7弾』では、『お前は一生俺の金づるだ』と発言したことが殺害の動機だと報じていた。事件現場には血を拭き取った跡のある文化包丁と「わたしもおとうさんのそばにいきます、わたしがおとうさんをころすなんてゆめにもおもわなかった。あのよでふたりでやりなおそうね、まっててね」とすべてひらがなで書かれたメモがあったほか、遺体には毛布が掛けられ枕元には水を入れたコップが供えられていた。
被疑者女性は犬を入院させた後消息を絶ち、2日後の9月6日に青森県むつ市大湊の陸奥湾で入水自殺しているのが発見された。近くのホテルからも事件を詫びる内容の遺書が発見されている。女性は佐々木を刺殺した後愛車のフェアレディZで逃走、青森市内のホテルでマッサージを受けた後、一時間ぐらいで戻ると言い残して姿を消していた。遺体の背中一面にはかつて愛人だった暴力団員に脅されて彫ったという観音様の刺青があった。
のちに売れっ子となる神奈月が弟子入りして間も無くの出来事であり、最後の舞台は1987年8月30日の鈴本演芸場であった。

## 主なものまねレパートリー
- 渥美清
- 大平正芳
- 春日一幸
- 小池朝雄
- 田中角栄
- 高倉健
- 鶴田浩二
- 藤山寛美
- 三木武夫
- 森進一